# Jesús Tejero
Jesús Tejero Gimeno (Tauste, 19 dicembre 1965) è un ex calciatore spagnolo, di ruolo difensore.

## Biografia
Suo fratello minore Antonio giocò in Segunda División spagnola e in Segunda B, come centrocampista.

## Carriera
Cresciuto nel Real Zaragoza, nella stagione 1985-1986 giocò con la squadra filiale aragonese del Deportivo Aragón, nella loro prima e unica stagione in Segunda División.
Nella stagione successiva fu aggregato alla prima squadra e collezionò la sua prima presenza in massima serie alla trentesima giornata di campionato, contro il Barcellona. Nella stagione 1988-1989 giocò all'Unió Esportiva Lleida, in seconda divisione. Successivamente fece ritorno al Real Saragozza.
Nel 1990 passò al Córdoba in Segunda B, nella sua prima stagione con gli andalusi realizzò 6 reti.
Nel 1994, dopo un'esperienza al Levante, si trasferì in Francia, dove militò nelle serie inferiori con le maglie di FC Sète, Quimper CFC (in terza divisione) e Gallia Club Lunel (in quinta divisione). Si ritirò nel 2000.